# Gaedikeia kokkariensis
Gaedikeia kokkariensis är en fjärilsart som beskrevs av Reinhard Sutter 1998. Gaedikeia kokkariensis ingår i släktet Gaedikeia och familjen äkta malar.
Artens utbredningsområde är Grekland. Inga underarter finns listade i Catalogue of Life.